# پیمان سعدآباد
پیمان سعدآباد یا عهدنامهٔ عدم تعرض، پیمانی است که در تاریخ ۱۷ تیر ماه سال ۱۳۱۶ (۸ ژوئیه ۱۹۳۷) در کاخِ سعدآباد تهران، میان چهار کشور ایران (رضاشاه پهلوی)، عراق (ملک غازی اول)، افغانستان (محمد ظاهر شاه) و ترکیه (مصطفی کمال آتاترک) به امضا رسید؛دولت‌های امضاکننده این پیمان، متعهد شدند که از مداخله در امورِ داخلیِ یکدیگر خودداری کنند و مرزهای مشترک را محترم بشمارند. همچنین از هرگونه تجاوز نسبت به خطوط مرزی یکدیگر خودداری کرده و از تشکیل نهادها یا جمعیت‌ هایی که هدف آن‌ها اختلال در صلح در میان کشورهای همجوار و هم‌پیمان است نیز جلوگیری کنند.
زمینه‌های تاریخی و سیاسی
انعقاد پیمان سعدآباد را باید در بستر شرایط منطقه‌ای و بین‌المللی دهه ۱۹۳۰ میلادی بررسی کرد. پس از جنگ جهانی اول، بسیاری از دولت‌های خاورمیانه با مشکلات مرزی، تجزیه‌طلبی و فشار قدرت‌های بزرگ روبه‌رو بودند. ایران با سه کشور ترکیه، عراق و افغانستان مرز مشترک داشت و در طول سال‌های پیش از انعقاد این پیمان، اختلافات متعددی بر سر مرزها و نفوذ گروه‌های قومی و قبیله‌ای در مناطق مرزی میان آن‌ها وجود داشت.
از سوی دیگر، قدرت‌گیری فاشیسم در اروپا و گسترش نفوذ آلمان در خاورمیانه، انگلستان را وادار کرد که سیاست مهار نفوذ آلمان و شوروی را از طریق ایجاد اتحادهای منطقه‌ای دنبال کند. پیمان سعدآباد در همین چارچوب شکل گرفت و از نظر بریتانیا ابزاری برای تثبیت موقعیت خود در خاورمیانه و جلوگیری از پیشروی اتحاد جماهیر شوروی به سمت خلیج فارس و مناطق نفت‌خیز بود.
نقش کشورهای عضو پیمان
ایران: به‌عنوان میزبان و محور پیمان، در پی تثبیت مرزها و جلوگیری از فعالیت گروه‌های مخالف داخلی بود.
ترکیه: پس از اصلاحات آتاتورک و تثبیت جمهوری، به دنبال تحکیم روابط با همسایگان و تضمین امنیت مرزهای شرقی خود بود.
عراق: با مشکلات داخلی و فشارهای سیاسی روبه‌رو بود و پیمان را راهی برای کاهش تنش با ایران و ترکیه می‌دانست.
افغانستان: با پیوستن به این پیمان تلاش داشت جایگاه خود را در سیاست منطقه‌ای ارتقا دهد و امنیت مرزهایش را در برابر مداخلات خارجی تضمین کند.

پیامدهای بلندمدت
اگرچه پیمان سعدآباد از نظر حقوقی برای پنج سال تنظیم شده بود، اما اهمیت آن بیشتر در ایجاد یک چارچوب همکاری منطقه‌ای نهفته بود. این پیمان به کاهش تنش‌های مرزی میان ایران و عراق و نیز ایران و ترکیه کمک کرد. همچنین موجب شد که افغانستان و عراق در تعاملات منطقه‌ای وزن بیشتری پیدا کنند. با این حال، آغاز جنگ جهانی دوم و تغییر موازنه قدرت جهانی، باعث شد پیمان سعدآباد عملاً کارایی خود را از دست بدهد و نتواند نقش مؤثری در مهار بحران‌های بین‌المللی ایفا کند.
ارزیابی کلی
مورخان پیمان سعدآباد را نخستین تلاش کشورهای خاورمیانه برای شکل‌دهی به یک سازوکار امنیت جمعی منطقه‌ای می‌دانند. هرچند این پیمان بیشتر تحت نفوذ بریتانیا شکل گرفت و اهداف قدرت‌های بزرگ را دنبال می‌کرد، اما از نظر سیاسی، نخستین تجربه همکاری چندجانبه دولت‌های منطقه بود که در تاریخ روابط بین‌الملل خاورمیانه اهمیت دارد.
اهداف و منافع کشورهای عضو پیمان سعدآباد
| رهبر در زمان انعقاد | اهداف و منافع اصلی |
| ------------------- | --- |
| رضاشاه پهلوی        | - تثبیت مرزها به‌ویژه با عراق و ترکیه جلوگیری از فعالیت مخالفان در مرزها افزایش وجهه منطقه‌ای و استقلال نسبی از نفوذ قدرت‌های بزرگ        |
| مصطفی کمال آتاتورک  | - تضمین امنیت مرزهای شرقی پس از اصلاحات داخلی ایجاد روابط دوستانه با همسایگان برای تثبیت جمهوری نوپا کاهش تهدیدهای قومی و قبیله‌ای مرزی |
| ملک غازی اول        | - حل اختلافات مرزی با ایران (به‌ویژه اروندرود) کاستن از فشارهای داخلی و خارجی تقویت جایگاه بین‌المللی از طریق همکاری منطقه‌ای             |
| محمد ظاهر شاه       | - ارتقای جایگاه سیاسی در منطقه تضمین امنیت مرزها در برابر مداخلات خارجی ایجاد توازن در روابط با ایران و ترکیه                          |

## عوامل زمینه‌ساز
جیمز روزنا عوامل زمینه‌ساز یک سیاست خارجی را تحت تأثیر پنج متغیر فردی، نقش گرایانه، حکومتی، جامعه و نظام‌مند (نظام بین‌المللی) می‌داند که اولویت تأثیر گذاری هرکدام در کشورهای مختلف متفاوت است.

### متغیر فردی
متغیر فردی به ارزش‌ها، باورها، ایدئولوژی، برداشت‌ها، تصورات، ویژگی‌های فردی و تجاری تصمیم گیرندگان مرتبط است. در یک حکومت اقتدارگرا نظیر حکومت پهلوی اول، دیدگاه رأس هرم قدرت، نقش تعیین‌کننده‌ای در فرایند سیاست‌گذاری داخلی و خارجی داشت. از آن جا که رضاشاه از نوجوانی در محیط نظامی رشد کرده بود روحیهٔ نظامی‌گری در شکل‌گیری شخصیت وی تأثیر زیادی داشت. روحیهٔ نظامی و حس قدرت‌طلبی باعث شد که او به سرعت قدرت مطلق خود را افزایش داده و به سیاست‌گذاری داخلی و خارجی بپردازد. اما او هرگز از قدرت نظامی‌اش برای سرکوب مردم ایران استفاده نمی‌کرد.
رضاشاه سیاست خارجی خود را بر مبنای ایجاد موازنه و تثبیت موقعیت خود بین دو قدرت انگلیس و روسیه (شوروی) استوار کرد و در این راستا علاوه بر نزدیکی به آلمان، برقراری رابطهٔ دوستانه با کشورهای همسایه و قدرت‌های منطقه را در دستور کار خود قرارداد. در واقع پیمان سعدآباد تلاشی برای پیشبرد دیپلماسی منطقه‌ای بود، چراکه نمی‌خواست در بَرقراری روابط با دو همسایه، قدرت‌های محوری جهان را دخالت بدهد. همچنین رضاشاه نیز مانند دیگر سران کشورهای متعهد نه تنها با بسته شدن این پیمان رؤیای تقویت قدرت و افزایش وجههٔ منطقه‌ای خود را در سر می‌پروراند، بلکه به دنبال راهی برای مقابله با تهدید جنبش‌های انقلابی داخلی علیه خود نیز بود.

### متغیر نقشی
متغیر نقشی که معمولاً به عنوان قواعد رفتاری مورد انتظار از صاحب‌منصبان تعریف می‌شود. در حکومت‌های اقتدارگرا، به تقویت متغیر فردی می‌پردازد. در حکومت پهلوی اول نیز نقش شاه در نظام سیاسی کشور بسیار برجسته بود. ویژگی‌های شخصیتی رضاشاه نیز باعث تقویت این نقش و تشدید اقتدارگرایی وی شده بود تا آنجا که او می‌توانست بدون نگرانی از پاسخگویی در قبال مردم، به دیدگاه خود جامه عمل بپوشاند.

### متغیر حکومتی
پس از کودتای ۳ اسفند ۱۲۹۹ و چندی بعد پادشاهی رضا پهلوی، حکومت به‌طور کامل در اختیار رضاشاه قرار گرفت، و نخست‌وزیر و وزرا توسط خود رضاشاه تعیین می‌شدند و نقشی در سیاست خارجی نداشتند و همچنین مجلس هم مطیع اوامر رضاشاه بود؛ در نتیجه بسته‌شدن پیمان سعدآباد با مخالفتی از داخل ساختار حکومت مواجه نشد و مجلس آن را تصویب کرد.

### متغیر جامعه
این متغیر نیز در حکومت مقتدر رضاشاه مانند متغیر نقشی و حکومتی تحت‌الشعاع متغیر فردی قرار داشت، لذا جامعه و مردم قدرتی برای مداخله در تصمیم‌گیری‌های هستهٔ مرکزی قدرت نداشتند. همچنین فرهنگ سیاسی «شاه محور» جامعه ایران نیز در تسلط رضاشاه بر فضای سیاسی جامعه نقش پررنگ و تعیین‌کننده‌ای داشت.

### متغیر سیستماتیک (نظام بین‌الملل)
این متغیر خود شامل متغیرهای بسیاری می‌شود که در واقع متغیرهای خارجی هستند. به‌عبارت دیگر ساختار و فرایند کل نظام بین‌الملل را می‌توان در این مقوله بررسی کرد. ساختار موازنه قدرت نظام بین‌الملل، در فاصله میان دو جنگ جهانی با سه جریان سیاسی دموکراسی‌های غربی، جبهه فاشیست و کمونیسم استالینی روبرو بود. سیاست جبهه دموکراسی و به‌ویژه قدرت موازنه دهنده آن یعنی انگلستان، در قبال دو جبهه دیگر، در مناطق گوناگون جهان از جمله منطقه حساس خاورمیانه منشأ وقوع حوادث مهمی شد. انگلستان در آن زمان نفوذ گسترده‌ای در سراسر خاورمیانه داشت، از سال‌ها قبل به فکر ایجاد موانع مؤثری در جنوب شوروی بود تا از توسعه‌طلبی و نفوذ کمونیسم به سمت خلیج‌فارس و مناطق نفت‌خیز منطقه و ایران جلوگیری کند، به همین دلیل انگلستان تمام تلاش خود را به کاربست تا زمینه بسته‌شدن یک پیمان منطقه‌ای بین دولت‌های تحت نفوذ خود در منطقه را فراهم کند. سرانجام بر اثر کوشش انگلیسی‌ها، زمینه‌های حل اختلافات و بسته‌شدن پیمان سعدآباد فراهم شد.
از سوی دیگر روی کار آمدن هیتلر در آلمان که باعث اوج‌گیری قدرت جبهه فاشیست در سال‌های پایانی دهه ۱۹۳۰ شده بود، انگلستان را به واکنش واداشت. دولت‌های ضعیف و نیز دولت‌های نوپای منطقهٔ خاورمیانه برای تعدیل فشار شوروی و انگلیس، به‌سوی آلمان به‌عنوان نیروی سوم گرایش یافته بودند. این مسئله که نفوذ روزافزون فاشیسم در خاورمیانه را میسر کرده بود زنگ خطری برای جبههٔ دموکراسی محسوب می‌شد و بهترین راهکار مقابله با آن، یک پیمان امنیتی منطقه‌ای بود. از این جهت می‌توان گفت پیمان سعدآباد که با تلاش و مبتنی بر صلاح دید انگلستان بسته شد، علاوه بر کمونیسم، نفوذ روزافزون فاشیسم در خاورمیانه را نیز هدف قرار می‌داد.

## نحوهٔ انعقاد و مقدمات

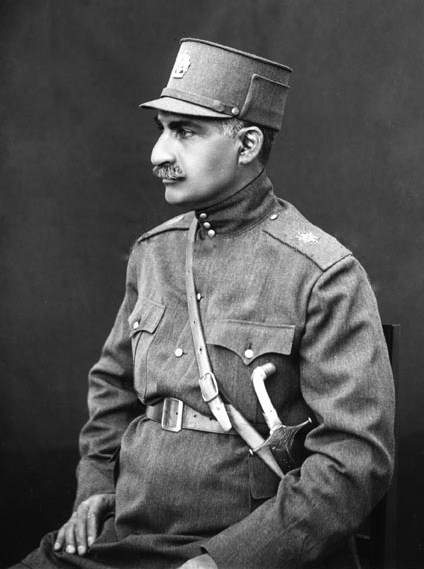
رضاشاه پهلوی (شاه ایران در زمان انعقاد پیمان سعدآباد)

مصطفی کمال پاشا (رئیس‌جمهور ترکیه)

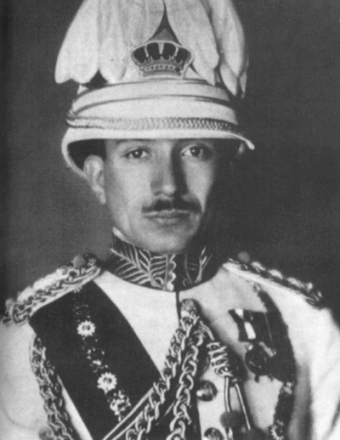
غازی بن فیصل ملقب به شاه غازی اول (شاه عراق) از متعهدین عهدنامهٔ عدم تعارض

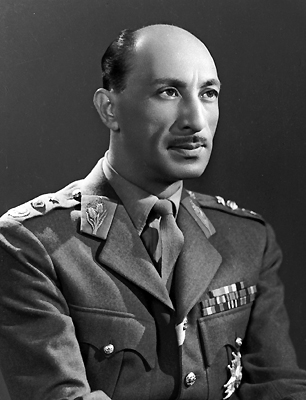
محمد ظاهر شاه (شاه افغانستان) از متعهدین عهدنامهٔ عدم تعارض

عصر روز سه‌شنبه ۳۱ فروردین‌ماه ۱۳۱۷ شمسی قراردادهای مفصلی بین دولت‌های ایران و ترکیه بسته شد و سپس ابلاغیه‌ای بین وزیر امور خارجهٔ ایران و رئیس هیئت نمایندگی ترکیه امضا شد. بنا بر متن این ابلاغیه، پس از مذاکرات ایران و ترکیه، گفت‌وگوهایی که از چندی پیش‌بین دولت ایران از یک طرف، و هیئت نمایندگی ترکیه از طرف دیگر، جریان داشت با موفقیت پایان یافت و به امضای قراردادهای ذیل منتهی شده است:
- قرارداد اقامت
- قرارداد امنیت منطقه سرحدی و تسویه حوادث و اختلافاتی که در منطقه مزبور ظاهر می‌شود.
- قرارداد تعاون قضائی در مسائل حقوقی و تجارتی
- عهدنامهٔ استرداد مقصرین و تعاون قضائی در امور اجرائی
- موافقت‌نامه برای تنظیم طرز عمل ادامه گمرکات ایران و ترکیه که در سرحد دائر خواهد شد.
- موافقت‌نامهٔ مخصوص راجع به دایر کردن پاره‌ای خطوط تلگرافی و تلفنی بین دولتین
- قرارداد هوایی
- موافقت‌نامهٔ مربوط به تسهیل و ازدیاد ترانزیت، حمل و نقل مال‌التجاره و مسافر از طریق طرابوزان-تبریز-تهران و بالعکس
- قرارداد دام‌پزشکی
- عهدنامهٔ دریانوردی و تجارت

علاوه بر قراردادهای یادشده، موافقت‌نامه‌هایی نیز در مسائل گوناگونی که مربوط به منافع مشترک دو کشور و گسترش دهندهٔ همکاری و روابط دو جانبه بود نیز انجام گرفت.
عنایت‌الله سمیعی وزیر خارجه ایران و جمال حسنی رئیس هیئت نمایندگی ترکیه این قرارداد را امضا کردند. مطابق با دعوتی که از جانب ناجی الاصیل وزیر امور خارجه عراق شده بود، وی روز پنجشنبه دهم تیرماه ۱۳۱۶ خورشیدی به تهران وارد شد و به قصر صاحبقرانیه رفت و عصر یکشنبه ۱۳ تیرماه، عهدنامه تحدید حدود ایران و عراق و حل اختلافات راجع به اروندرود در عمارت وزارت امور خارجه توسط عنایت‌الله سمیعی وزیر خارجه ایران و ناجی الاصیل وزیر خارجه عراق امضا و ابلاغیه ذیل از طرف نمایندگان دو دولت منتشر شد:
دولت ایران دربارهٔ این سفر ابلاغیه منتشر کرد. مذاکراتی که از چندی پیش‌بین دولت شاهنشاهی ایران و دولت پادشاهی عراق راجع به سرحدات مشترک دو دولت و موضوع اروندرود ادامه داشت، با موفقیت خاتمه یافته و منتهی به عهدنامه سرحدی و پروتکل ضمیمه آن گردید:
با انعقاد این عهدنامه اختلافاتی که از سالیان دراز بین ایران و عراق وجود داشت رفع گردید و جای مسرت است که اینک تحت توجهات اعلیحضرت همایون شاهنشاه ایران و اعلیحضرت پادشاه عراق دو قائد عظیم الشأن دو کشور دوست و همسایه محیط حسن تفاهم واقعی و صدق و صفا که حاکی از روح مودت و الفت فی‌مابین است در مناسبات دو دولت حکم‌فرما شده و موجبات تشدید روابط برادرانه بین دو ملتی که دارای علائق بی‌شمار مادی و معنوی هستند فراهم گردیده و زمینه همکاری دو کشور را در طریق معاضدت برای تحکیم مبانی صلح بر اساس متینی استوار ساخته است.
پس از این دیدار، فیض محمد خان، وزیر امور خارجه افغانستان نیز روز چهارشنبه ۱۶ تیر به تهران وارد و صبح پنجشنبه با رضاشاه دیدار کرد و ناهار مهمان وی بود. سرانجام در ساعت ۵ بعدازظهر پنجشنبه ۱۷ تیر ۱۳۱۶ خورشیدی، این پیمان بین چهار دولت ایران، افغانستان، عراق و ترکیه در کاخ سعدآباد به امضا رسید.

## متن پیمان سعدآباد (عهدنامهٔ عدم تعرض)
عهدنامه عدم تعرض
مقدمه
اعلیحضرت همایون شاهنشاه ایران
اعلیحضرت پادشاه افغانستان
اعلیحضرت ملک عراق
و حضرت رئیس‌جمهور ترکیه
نظر به تمایلی که در فراهم‌ساختن موجبات حفظ روابط ودادیه و حسن تفاهم بین خود با
تمام وسائل موجوده خود دارند و برای تأمین و استقرار صلح و امنیت در شرق نزدیک به
وسیله تضمینات تکمیلیه در حدود میثاق جامعه ملل و برای کمک به صلح عمومی و برای
ایفا به وظایفی که به‌موجب عهدنامه تحریم جنگ مورخه ۲۷ اوت ۱۹۲۸ پاریس و عهود
دیگر که در آن‌ها شرکت نموده‌اند متقبل شده‌اند و تماماً با میثاق جامعه ملل و
عهدنامه تحریم جنگ موافقت دارد.
تصمیم نمودند که این عهدنامه را منعقد نمایند و برای این منظور نمایندگان مختار
خود را به‌قرار ذیل:
اعلیحضرت همایون شاهنشاه ایران: جناب آقای عنایت‌الله سمیعی وزیر امور خارجه
ایران.
اعلیحضرت پادشاه افغانستان: جناب آقای فیض محمد خان وزیر امور خارجه افغانستان.
اعلیحضرت پادشاه عراق: جناب آقای دکتر ناجی‌الاصیل وزیر امور خارجه عراق.
حضرت رئیس‌جمهور ترکیه: جناب آقای دکتر توفیق رشدی اراس وزیر امور خارجه ترکیه.
تعیین نموده‌اند و مشارٌالیهم بعد از ارائه اختیارنامه‌های خود که به‌طور مرتب
تنظیم شده بود در مقررات ذیل موافقت حاصل نمودند:
ماده ۱
دول متعاهد متعهد می‌شوند که سیاست عدم مداخله مطلق در امور داخلی یکدیگر را
تعقیب نمایند.
ماده ۲
دول متعاهد معظمه صریحاً متقبل می‌شوند که مصونیت حدود مشترک یکدیگر را کاملاً
محترم بشمارند.
ماده ۳
دول متعاهد معظمه موافقت می‌نمایند که در کلیه اختلافات بین‌المللی که با منافع
مشترک آن‌ها مربوط باشد با یکدیگر مشورت نمایند.
ماده ۴
هر یک از دول متعاهد در مقابل یکدیگر متقبل می‌شوند که در هیچ مورد خواه به
تنهایی و خواه به معیت یک یا چند دولت دیگر به هیچ‌گونه عملیات متجاوزانه علیه
یکدیگر مبادرت ننمایند.
عملیات ذیل تجاوز محسوب می‌شود:
اول - اعلان‌جنگ.
دوم - تهاجم به‌وسیله قوای مسلح یک مملکت حتی بدون اعلان‌جنگ به خاک مملکت دیگر.
سوم - حمله به‌وسیله قوای بری و بحری یا هوایی حتی بدون اعلان‌جنگ به خاک یا به
سفاین یا به هواپیماهای مملکت دیگر.
چهارم - کمک یا همراهی مستقیم یا غیرمستقیم به متجاوز.
عملیات ذیل تجاوز محسوب نخواهند شد:
۱ - اجرای حق دفاع مشروع یعنی مقاومت در مقابل یک اقدام متجاوزانه به‌طوری‌که فوراً
تعریف شد.
۲ - اقدام در اجرای ماده ۱۶ میثاق جامعه ملل.
۳ - اقدام در اثر تصمیم متخذه به‌توسط مجمع‌عمومی یا شورای جامعه ملل یا برای
اجرای بند ۷ ماده (۱۵) میثاق جامعه ملل مشروط بر اینکه درمورد اخیر این اقدام بر
ضددولتی به عمل بیاید که بدواً مبادرت به تجاوز نموده باشد.
۴ - مساعدت به دولتی که مورد حمله و تهاجم یا اعلان‌جنگ یکی از دول متعاهد برخلاف
مقررات عهدنامه تحریم جنگ مورخه ۲۵ اوت ۱۹۲۸پاریس واقع شده باشد.
ماده ۵
هر گاه یکی از دول متعاهد معتقد شود که ماده چهارم این عهدنامه نقض یا در شرف
نقض می‌باشد بلافاصله موضوع را در پیشگاه شورای جامعه ملل مطرح خواهد ساخت.
مقررات مذکوره در فوق لطمه‌ای به حق دولت مزبور دائر به اتخاذ هر گونه رویه که در
این موقع لازم بداند وارد نخواهد ساخت.
ماده ۶
هر گاه یکی از دول متعاهد علیه دولت ثالثی مبادرت به تجاوز نماید طرف دیگر
می‌تواند بدون اطلاع قبلی این عهدنامه را نسبت به متجاوز فسخ نماید.
ماده ۷
هر یک از دول متعاهد متقبل می‌شوند که در حدود سرحدات خود از تشکیل یا عملیات
دسته‌های مسلح و از ایجاد هر گونه هیئت یا تشکیلات دیگری برای تخریب مؤسسات موجوده
و یا برای اختلال نظم و امنیت هر قسمتی از خاک متعاهد دیگر (سرحدی یا غیر سرحدی)
و یا برای واژگون ساختن طرز حکومت طرف دیگر جلوگیری نمایند.
ماده ۸
نظر به اینکه دول متعاهد میثاق عمومی تحریم جنگ مورخه ۲۷ اوت ۱۹۲۸ را به رسمیت
شناخته‌اند و به‌موجب میثاق مزبور تسویه یا حل هر گونه اختلاف یا تنازع قطع‌نظر
از کیفیت یا منشأ آن که ممکن است بین آن‌ها بروز نماید باید فقط به وسائل
مسالمت‌آمیز به عمل آید این مقررات را تأیید نموده و اعلام می‌دارند که به هر طریق
مسالمت‌آمیزی که برای این منظور فعلاً بین دول متعاهد موجود یا در آتیه موجود شود،
متوسل خواهند شد.
ماده ۹
هیچ‌یک از مواد این عهدنامه نمی‌تواند به‌هیچ‌وجه تعهداتی را که دول متعاهد به
موجب میثاق جامعه ملل متقبل شده‌اند تضعیف نماید.
ماده ۱۰
این عهدنامه که به زبان فرانسه نوشته شده در چهار نسخه به امضا رسیده و هر یک از
دول متعاهد دریافت یک نسخه آن را اعتراف می‌نمایند برای مدت پنج سال منعقد
می‌گردد.
در انقضا این مدت عهدنامه مزبور به جز در موردی که یکی از دول متعاهد بااطلاع
قبلی شش ماه فسخ آن را اعلام نماید برای پنج سال دیگر به‌خودی‌خود تجدید خواهد شد
و این عمل مرتباً تکرار می‌شود تا آنکه یک یا چند دولت متعاهد فسخ آن را بااطلاع
قبلی شش ماه اعلام دارند.
این عهدنامه در صورتی هم که به‌توسط یکی از دول متعاهد فسخ شود بین دول متعاهد
دیگر معتبر خواهد بود.
این عهدنامه به‌توسط هر یک از دول متعاهد بر طبق مقررات قانون اساسی آن مملکت به
تصویب خواهد رسید و در جامعه ملل به‌توسط رئیس دارالانشاء ثبت خواهد شد و از رئیس
دارالانشاء تقاضا خواهد شد که آن را بااطلاع سایر دول عضو جامعه برساند اسناد
تصویب آن به‌توسط هر یک از کشورهای متعاهد به دولت ایران تسلیم خواهد گردید به‌محض
اینکه اسناد تصویب از طرف دو دولت متعاهد تسلیم شده این عهدنامه بین آن دو دولت به
موقع اجرا گذارده خواهد شد و راجع به دولت ثالث وقتی به‌موقع اجرا گذارده می‌شود
که دولت مزبور اسناد تصویب آن را تسلیم نماید و به همین قسم درمورد دولت چهارم
نیز رفتار خواهد شد به‌محض تسلیم هر یک از اسناد تصویب مراتب به‌فوریت به‌توسط
دولت ایران به تمام امضاکنندگان این عهدنامه اشعار خواهد شد.— در کاخ سعدآباد (تهران) ۱۷ تیرماه ۱۳۱۶

## پیامدهای پیمان سعدآباد
پیمان سعدآباد یا عهدنامه عدم تعرض، در تیرماه ۱۳۱۶ خورشیدی، در کاخ سعدآباد تهران به امضای چهار کشور متعهد یعنی: ایران، افغانستان، عراق و ترکیه رسید. این پیمان مانند هر پیمان دیگری مزایا و معایبی برای متعهدین دربرداشت.

### مزایا
امضای چنین پیمان صلح و دوستی و تعاونی تا آن تاریخ در آسیا بی‌سابقه بوده است.[نیازمند منبع] در این پیمان چهار کشورِ امضاکننده، ضمن تعهد بر عدم تعرض به یکدیگر و محترم شمردن حدود مرزی، فعالیت گروه‌های معارض و مسلح در کشور خود که علیه کشورهای همسایه فعالیت می‌نمودند را ممنوع کردند. از این طریق امکان هرگونه تجزیه‌طلبی و عوامل بیگانه از گروه‌های جدایی‌خواه گرفته شد و تمامیت ارضی کشورهای متعاهد به‌ویژه ایران، تأمین شد؛ چراکه تنها کشوری که با هر سه کشور دیگر مرز مشترک دارد، ایران است. این پیمان تعهدی ابدی نبوده و هر پنج سال یکبار قابل تجدیدنظر بود. پس از امضای پیمان سعدآباد، رضاشاه طی سخنانی که به مناسبت افتتاح دوره یازدهم مجلس شورای ملی ایراد کرد، گفت: «پیمان سعدآباد در مشرق‌زمین بی‌سابقه بوده و در این هنگام که امور عالم مشوش است، مدد بزرگی به بقای صلح جهان خواهد بود.»[نیازمند منبع]

### معایب
پیمان سعدآباد از برخی جهات به ضرر ایران و به نفع سه کشور دیگر تمام شد، ترکیه قسمتی از ارتفاعات آرارات را در قبال دریافت شهر مهم قطور از ترکیه که دارای موقعیت سوق‌الجیشی (استراتژیک) بود، به دست آورد. خط مرزی ایران و عراق به زیان ایران تعیین شد؛ زیرا رضاشاه منابع نفتی واقع در غرب ایران و اداره کامل اروندرود را به عراق واگذار کرد. افغانستان هم با امضای این پیمان از تلاش احتمالی ایران برای بازگرداندن مناطق تاجیک‌نشین به ایران مصونیت یافت. البته بر اساس قانون تصویب عهدنامه سرحدی منعقده بین دولت شاهنشاهی ایران و دولت پادشاهی عراق - (مصوب ۲۵ اسفندماه ۱۳۱۶) ماده ۲، خط تالوگ به‌عنوان مرز بین ایران و عراق تعیین گردیده است. انگلیس برندهٔ واقعی اما غایب این پیمان بود که با انعقاد این قرارداد به هدف خود برای ایجاد مانعی در مقابل کمونیسم رسید. با این حال دیری نگذشت که با وقوع جنگ جهانی دوم و اتحاد شوروی و انگلیس برای اشغال ایران، در شهریور ۱۳۲۰ نه‌تنها هیچ‌یک از متعهدین این پیمان به یاری ایران نشتافتند، بلکه حتی دولت عراق خاک خود را پایگاه حمله انگلیس به ایران قرارداد.